# Парамонов Володимир Микитович
Володимир Микитович Парамонов (25 вересня 1929, село Новопетрівка, тепер Високопільського району Херсонської області) — український радянський партійний діяч. Депутат Верховної Ради УРСР 10—11-го скликань (у 1980—1990 роках). Член ЦК КПУ в 1981—1990 р. Кандидат економічних наук.

## Біографія
У 1951—1960 роках — інженер, старший інженер-конструктор, начальник бюро відділу головного енергетика, заступник начальника цеху Харківського тракторного заводу імені Орджонікідзе.
Закінчив Всесоюзний заочний політехнічний інститут.
Член КПРС з 1955 року.
У 1960—1970 роках — інструктор, помічник 1-го секретаря Харківського обласного комітету КПУ; заступник голови Харківського обласного комітету народного контролю.
У 1970—1973 роках — завідувач відділом науки і навчальних закладів Харківського обласного комітету КПУ.
У квітні 1973 — червні 1980 року — секретар Харківського обласного комітету КПУ.
У червні 1980 — червні 1988 року — 2-й секретар Харківського обласного комітету КПУ.
Потім — на пенсії.